# 필로카핀
필로카핀 또는 필로카르핀(pilocarpine)은 안압을 낮추고 구강건조증을 치료하기 위해 사용되는 약물이다. 안약으로 사용하여 수술 이전에 폐쇄각 녹내장을 관리하거나, 고안압증, 원발성 개방각 녹내장 치료와 축동(동공의 축소)을 유발하는 용도로 쓰인다. 그러나 그 부작용으로 인해, 보통 더 이상 장기간의 관리에는 사용하지 않는다. 안약의 효과가 발현되는 시간은 대개 1시간 이내이며, 효과는 하루까지 지속된다. 경구 투여로는 쇼그렌 증후군이나 방사선요법 후에 발생한 구강건조증을 치료하기 위해 사용된다.
안약의 흔한 부작용에는 안구 자극, 눈물 분비의 증가, 두통, 흐려지는 시야 등이 있다. 다른 부작용에는 알레르기 반응이나 망막박리가 있다. 임신 중 사용은 보통 권고되지 않는다. 필로카핀은 동공을 축소시키는 약제인 축동제에 속한다. 무스카린성 아세틸콜린 수용체를 활성화시켜 눈의 잔기둥그물을 열리게 하고 안방수가 눈에서 빠져나가도록 한다.
필로카핀은 하디와 제라드가 1874년 분리해 내었고, 그 후 100년 이상의 시간 동안 녹내장을 치료하기 위해 사용해 왔다. WHO 필수 의약품 목록에 포함되어 있다. 본래 남아메리카에 자생하는 식물인 필로카르푸스(Pilocarpus)의 성분이다.

## 의학적 사용
필로카핀은 침과 땀이 다량 나오도록 분비를 자극한다. 쇼그렌 증후군으로 인한 경우나 방사선요법, 두경부암의 부작용으로 나타나기도 하는 구강건조증의 예방과 치료에 사용된다.
양쪽 동공의 크기가 달라지는 동공부동증의 원인 중, 아디 증후군과 다른 원인들을 감별할 때 이용할 수 있다.
안방수가 부족하여 발생하는 안구건조증을 치료하기 위해 사용할 수 있다.

### 수술
각막내피층판이식술(데스메막박리)과 같은 특정 유형의 각막 이식편을 이용하는 수술이나, 백내장수술 직후에 필로카핀을 사용하기도 한다. 레이저 홍채절개술 시행 전에 사용하기도 한다. 필로카핀은 레이저 섬유주성형술 뒤에 안압이 급격히 상승하는 것을 예방하는 데에 있어서 아프라콜리니딘만큼 효과적이라는 것이 알려져 있다.

### 노안
2021년 미국 식품의약국(FDA)는 필로카핀 염산염을 노안에 대한 치료용 안약으로 승인하였다. 노안에서 필로카핀은 핀홀안경의 원리와 유사하게, 동공을 수축시켜 피사계 심도를 늘린다. 상품명 뷰이티(Vuity)로 판매되고 있으며 그 효과는 6시간 이상 지속된다. 2022년 기준 대한민국에서는 허가 및 급여 산정이 이루어지지 않았다.

### 그 외
필로카핀은 땀으로 배설되는 염소와 나트륨의 농도를 측정하는 발한검사 시에, 땀샘을 자극하기 위해 사용된다. 또한 낭성 섬유증의 진단에 이용된다.

## 부작용
흔한 부작용에는 땀 분비나 소변량의 증가, 두통, 어지럼증, 무력감, 시야 흐림, 콧물 등이 있다. 이러한 부작용은 필로카핀이 무스카린성 아세틸콜린 수용체를 활성화시켜 작용하기 때문에 발생하며, 특히 경구로 투여하였을 때 더 잘 나타난다. 혈관에 존재하는 M3 수용체로 인해 혈관확장이 나타나 혈압이 떨어질 수도 있다. 그 외에 설사, 서맥, 구토, 기관지경련, 침 양의 증가 등도 나타날 수 있다.

## 약리학
필로카핀은 무스카린 작용제에 속한다. 주로 동공조임근에서 발견되는 무스카린 수용체 M3에 작용하여 동공조임근을 수축시켜 축동을 일으킨다. 또한 섬모체근에도 작용하여 수축시키는데, 섬모체근이 수축하면 공막돌기에 걸리는 긴장이 커지면서 잔기둥그물이 열린다. 이로 인해 눈에서 안방수가 더 많이 나가게 되고 안압이 떨어진다. 역설적으로, 필로카핀이 섬모체근의 수축을 유발할 때 수정체는 두꺼워지고 눈에서 앞으로 이동하게 된다. 이로 인해 수정체 바로 앞에 위치한 동공도 앞으로 움직이면서 앞방각은 좁아진다. 앞방각이 좁아지면 안압 상승의 위험이 증가한다.